# Amöbor
Amöbor är ett släkte av eukaryota organismer som räknas till riket protister och hör till gruppen protozoer (tidigare kallade urdjur).

## Klassifikation
Amöbor är också namnet på den övergripande familjen Amoebidae, på stammen Amoebozoa, samt på ordningen Amoebida. Därför är det alltid viktigt att ange vilken taxonomisk rang som det syftas på.
Amöbor, liksom andra protister, brukar felaktigen grupperas ihop av praktiska skäl, även om de inte är alls närbesläktade. Gemensamt för Amoebozoa är att cellen i något stadium har pseudopodier för rörelse och näringsupptagning. I klassifikationen indelas dessa i två överklasser, Actinopoda och Rhizopoda. 
Vissa amöbor kan orsaka sjukdomar, den vanligaste människopatogenen är Entamoeba histolytica.

## Ekologi
Amöban omringar och omsluter sitt byte i en blåsa kallad näringsvakuol. Födan bryts sedan ned med hjälp av enzymer.
Amöbor får sin energi från bakterier och alger som de äter.
Vid fortplantningen bildar amöban två cellkärnor. Sedan delas amöban i två delar. Ibland sker delningen inte fullständigt. I detta fall skapar amöban kemiska signaler som uppfattas av andra amöbor. De hjälper sedan vid delningen.